# 唐選
唐選（16世紀—17世紀），字舜舉，號明臺，湖廣長沙府湘潭縣人，明朝政治人物。

## 生平
唐選自幼才华超群，文不加点，令人称奇。萬曆十六年（1588年）中举人，次年（1589年）联捷己丑科进士，位列三甲第一百二十名。初授四川江津知县，任内逢朝廷议讨杨应龙之乱，他力陈杨氏无谋反实据，反对用兵，但未被采纳。后乱事迁延数年，朝廷屡剿无功，时人方叹服其先见。
万历二十三年（1595年）行取入京，任刑部主事，后调吏部，累迁至文选司郎中。因不满当时选官弊端，慨然道："近岁主选者升降多失公允，吾不堪为此职。"三次上疏请调外任，遂破例外放为浙江按察使，开明代吏部官员外转之先例。历任浙江右参政（兼佥事）、按察使等职，万历三十五年（1607年）致仕归乡。

## 家族
曾祖唐泰，廪生。祖父唐箴，内江县主簿。父唐维善。